# Panamerikanische Spiele 2023/Beachvolleyball
Bei den Panamerikanischen Spielen 2023 in der chilenischen Hauptstadt Santiago de Chile fanden vom 21. bis 27. Oktober 2023 im Beachvolleyball zwei Wettbewerbe statt, davon je einer bei den Männern und bei den Frauen. Austragungsort war das Beach volleyball center.

## Bilanz

### Medaillenspiegel
| Platz  | Land               | Gold | Silber | Bronze | Gesamt |
| ------ | ------------------ | ---- | ------ | ------ | ------ |
| 1      | Brasilien          | 2    | —      | —      | 2      |
| 2      | Kanada             | —    | 1      | —      | 1      |
| 2      | Kuba               | —    | 1      | —      | 1      |
| 4      | Chile              | —    | —      | 1      | 1      |
| 4      | Vereinigte Staaten | —    | —      | 1      | 1      |
| Gesamt | Gesamt             | 2    | 2      | 2      | 6      |

### Medaillengewinner
| Disziplin | Gold                                            | Silber                                     | Bronze                             |
| --------- | ----------------------------------------------- | ------------------------------------------ | ---------------------------------- |
| Männer    | André Loyola Stein George Souto Maior Wanderley | Jorge Luis Alayo Moliner Noslen Diaz Amaro | Esteban Grimalt Marco Grimalt      |
| Frauen    | Ana Patrícia Silva Ramos Eduarda Santos Lisboa  | Melissa Humana-Paredes Brandie Wilkerson   | Corinne Quiggle Sarah Schermerhorn |